# Marcignago
Marcignago är en ort och kommun i provinsen Pavia i regionen Lombardiet i Italien. Kommunen hade 2 501 invånare (2018).